# Bodo Muche
Bodo Christian Muche (* 8. Dezember 1939 in Radeberg; † 16. Dezember 2017 in Mt. Glenhowden, Queensland) war ein deutscher Bronzeplastiker,  Bildhauer und Präparator des 20. und 21. Jahrhunderts, der in der DDR, in Botswana und in Australien lebte und wirkte und internationale Anerkennung erreichte. Durch die naturalistische Wiedergabe in der Plastik, in den Gestaltungen seiner Skulpturen von Miniatur bis Monumental, versuchte er mit den Ausdrucksmitteln des Bronzeplastikers auf die Schönheit und Einzigartigkeit der Lebewesen aufmerksam zu machen und für ihren Schutz einzutreten.

## Leben
Muche wurde am 8. Dezember 1939 in Radeberg als zweiter Sohn des Entomologen Werner Heinz Muche und seiner Ehefrau Elisabeth, geb. Förster (1913–1979), geboren. Für seinen Vornamen Bodo stand der Entomologe Bodo von Bodemeyer (1883–1929) Pate, den Heinz Muche wegen seiner Forschungsreisen und wissenschaftlichen Arbeit stets als sein Vorbild ansah. Seinen Vater lernte Muche erst im Alter von 7 Jahren kennen, da dieser kurz nach der Geburt des Sohnes zur Wehrmacht eingezogen wurde, in Kriegsgefangenschaft geriet und erst 1946 zu seiner Familie zurückkehren durfte. Frühzeitig weckte der wissenschaftlich engagierte Vater in Bodo Muche die Liebe zur Natur und zum Sammeln und Präparieren von Tieren. Auch die Berichte des Vaters über seine enge Freundschaft zu Max Hinsche (1896–1939) prägten Muches weiteren Lebensweg. Das Elternhaus ermöglichte ihm während der Grundschulzeit das Erlernen der englischen Sprache bei einem Privatlehrer.
Die Nähe zu Dresden, mit den zahllosen Angeboten von Kunstschätzen in Galerien und Museen, war der Auslöser für Muches frühe bildnerische Wahrnehmungen und gab Anregungen, Naturerlebnisse künstlerisch zu verarbeiten und umzusetzen. Er entwickelte eine besondere Hinwendung zu den pastoralen Tierskulpturen des 17. Jahrhunderts französischer Schule und machte die französischen, naturalistischen Bildhauer der Kunstrichtung Les Animaliers zu seinem Vorbild. Nach seiner Grundschulzeit in Radeberg erfolgte von 1954 bis 1957 am Naturkundemuseum in Ost-Berlin die Ausbildung zum Präparator. Diese vervollständigte er durch weitere Studien in den Fachrichtungen Zoologie, Anatomie, Kunstgeschichte und Design. Eine weitere Ausbildung erfolgte auch an der Forsthochschule Eberswalde und in Lutherstadt Wittenberg, wo er die Julius-Riemer-Sammlung und den Sammler Julius Riemer persönlich kennenlernte. In dieser Berliner Zeit fiel er auch erstmals in der wissenschaftlichen Fachwelt auf. In entomologischen Zeitschriften wurde über seine Funde seltener Insektenarten berichtet, die er in der Dresdner Heide, in Mecklenburg und bei Eberswalde entdeckt und beschrieben hatte.
1958 verließ er über Westberlin die DDR und begab sich über verschiedene Stationen in Europa in die Schweiz. Von dort aus begann er die Planung und Vorbereitung einer langjährigen wissenschaftlichen Reise nach Afrika, die er 1961 antrat. In Ostafrika reiste er auf dem Nil stromaufwärts. Stationen waren u. a. Tansania, von dort aus begab er sich 1965 nach Betschuanaland, das zu dieser Zeit noch unter britischem Protektorat stand. Er erlebte dort am 30. September 1966 die Unabhängigkeitserklärung des Landes, das sich von nun an Botswana nannte.
In diese Zeit fiel auch Muches Begegnung mit dem Wildhüter, Weltumsegler und Afrikaforscher Simon Holmes à Court, mit dem ihn eine große Freundschaft verband. Holmes war Wildhüter im Okavangodelta, und beide Freunde setzten sich als Naturschützer ein. Nach dem mysteriösen Verschwinden des Simon Holmes à Court im Jahr 1977 in Botswana und den vergeblichen Versuchen der Aufklärung durch dessen Bruder, den australischen Milliardär Robert Holmes à Court, beschloss Muche, das am Rande des Bürgerkriegs stehende Botswana zu verlassen.
In Gaborone lernte Muche seine aus Australien stammende spätere Ehefrau Robyn kennen, die dort als wissenschaftliche Mitarbeiterin im Auftrag der australischen Naturschutzbehörde des NSW National Parks and Wildlife Service tätig war. Das Ehepaar verließ 1978 Afrika und ging mit seinen beiden Töchtern nach Australien. In Queensland erwarb es den am Valley River gelegenen Landbesitz Glenhowden.
Muche verstarb am 17. Dezember 2017 in seinem Wohnsitz Mt. Glenhowden.

## Wirken

### Afrika
Muche lebte und arbeitete insgesamt mehr als 17 Jahre in Tansania und Botswana, zunächst als Präparator und Jagdbegleiter. Diese Tätigkeiten waren mit der Führung von Touristen zu Jagdsafaris und Jagdreisen verbunden, die als Großwildjäger Trophäen sammelten und deren Jagd-Ausbeute dann umgehend präpariert werden musste. 1971 beteiligte er sich als Präparator an der Ersten Welt-Jagdausstellung Budapest, auf der er für die Dermoplastik einer Gruppe von Gerenuks eine Goldmedaille erhielt.
Muche lernte verstärkt die Schönheit der Natur Afrikas mit ihrer einzigartigen Flora und Fauna kennen und begann sich zunehmend von dem Geschäft eines Jagdführers zu distanzieren. Er wandte sich mehr der künstlerischen Gestaltung und Herstellung von Tierskulpturen im Bronzeguss zu und spezialisierte sich in einer ersten eigenen Gießerei auf das Wachsausschmelzverfahren.

### Australien
Nach der Übersiedlung nach Mt. Glenhowden / Queensland im Jahr 1978 fand das Ehepaar Muche den Platz für die gemeinsame künstlerische Arbeit. Sie gründeten das Atelier Bodo Muche Fondry Studio, das weltweit zu den bekanntesten Studios für die Herstellung von Bronze- und Edelstahlskulpturen gehört, die in einem besonderen „Wachsausschmelzverfahren“ gegossen werden. Während sich Bodo Muche als zeitgenössischer naturalistischer Künstler der Plastik verschrieben hatte, der alle seine Arbeiten von Miniatur bis Monumental selbst entwarf, modelliert und herstellt hatte, war seine Ehefrau Robyn als ausgebildete Grafikerin schöpferisch tätig als Künstlerin, Buchautorin, Illustratorin und Fotografin. Beide Künstler waren engagierte und bekennende Naturschützer, was sich auf das Anschaulichste in ihren Arbeiten widerspiegelt. Das Ziel bestand seit der Gründung des Studios darin, durch künstlerische Qualität und Engagement dazu beizutragen, auf Werte und Ressourcen aufmerksam zu machen, besonders auch auf die vom Aussterben bedrohten Tierarten und diese durch die künstlerische Wiedergabe in der Plastik zu erhalten, Nachhaltigkeit durch Ausdrucksformen in der Kunst zu erreichen. Muches zahlreiche Plastiken der Themenkomplexe Fische/Marine, Vogelwelt, Wildlife und Kultur widerspiegeln dieses Anliegen. Verstärkt wandte er sich auch in seinen Arbeiten dem Menschen zu und arbeitete themenbezogen. So hatte er 2013 anlässlich des 200. Geburtstages von Ludwig Leichhardt (1813–1849), dem sogenannten Deutschen Humboldt Australiens, für die gemeinsamen australisch-deutschen Ehrungen eine lebensgroße Bronze-Skulptur des Forschers Leichhardt geschaffen.
Zum gleichen Anlass hatte Muche 2015 angeboten, ein lebensgroßes Leichhardt-Bronzedenkmal für Berlin zu schaffen. Bundestagspräsident Norbert Lammert hatte nach seinem Australien-Besuch dafür Hilfe zugesichert, das Angebot ist aber nicht realisiert worden.
Muche hatte sich und seine Arbeiten als Bildhauer einer ständigen künstlerischen Weiterentwicklung unterzogen. Er schuf einzigartige Kunstwerke der plastischen Gestaltung von höchster handwerklicher und künstlerischer Qualität. Sein Bekanntheitsgrad ist groß, besonders in der internationalen Szene. Durch eine weitere große Gießerei, die er zusätzlich in Los Angeles aufbaute und betrieb, war es ihm möglich geworden, auch große Auftragswerke privater Liebhaber aus dem Raum Amerika, Europa und dem Orient herzustellen, wie z. B. lebensgroße Plastiken berühmter Rennpferde und Champions. Das berühmteste australische Rennpferd Todman steht, von ihm in Lebensgröße in Bronze gegossen, in der Rosehill Gardens Racecourse, Sydney.
Skulpturen von Bodo Muche findet man international in renommierten öffentlichen und privaten Sammlungen. Er kann auf unzählige Anerkennungen und Empfehlungen von Regierungsstellen, Unternehmen, Verbänden und Einzelpersonen verweisen sowie auf nationale und internationale Ausstellungen. Seine limitierten Auflagen sind weltweit geschätzte Kunstwerke, auch als Geschenke, Auszeichnungen und Trophäen. Unter anderem sind seine Skulpturen jährliche begehrte Awards, die bei den Großveranstaltungen auf Hawaii, den Großen Hochsee-Sportfischer-Turnieren in Kailua-Kona (Hawaii-Billfish Series), als Preise vergeben werden.
Die International Game Fish Association (IGFA), zu deren Gründungsmitgliedern Ernest Hemingway gehört hatte, kündigte den Wert der Vergabe der Trophäen zu der großen Award-Gala in Kailua-Kona auf Hawaii mit den Worten an: Die Hawaii-Billfish Series ist erfreut, Trophäen von dem weltberühmten Bildhauer Bodo Muche vergeben zu können. Spezielle Edelstahl-Trophäen Muches wurden anlässlich der Bahamas Billfish Championship durch die IGFA in Palm Beach und Islamorada in Florida sowie in Cabo San Lucas, Mexiko, vergeben.
Herausragend für die realistische Darstellung von Menschen sind seine lebensgroßen Bronzeplastiken Der Hornist von Burwood (The Bugler) im Eyre Park in Port Lincoln sowie Hugh Sawrey & Darkie Dwyer – eine Buschlegende.

## Werke in der Bildenden Kunst (Auswahl)
siehe auch Bilder-Galerien in Bodo Muche Studio Foundry.
- Todman, australisches Rennpferd, Bronze lebensgroß, Rosehill Gardens Racecourse/Sydney
- Merino-Mutterschaf mit Lamm, Freiplastik Bronze, lebensgroß, 1988 erstmals gezeigt auf der Weltausstellung World Expo 88 in Brisbane; dort ausgezeichnet durch Queen Elizabeth II. dauerhaft ausgestellt in der Stockman’s Hall of Fame and Outback Heritage Centre in Longreach/Queensland
- Simson und sein Esel, Bronze-Skulpturengruppe, australisches Synonym für Humanität
- Jackie Howe, überlebensgroße Bronzeskulpturen-Gruppe des legendären Schafscherers
- Rodeo, Skulpturengruppe
- Hugh Sawrey & Darkie Dwyer – eine Buschlegende, lebensgroße Gruppen-Plastik zweier an einem Tisch sitzender Männer
- Der Hornist von Burwood (The Bugler), 2015 errichtete lebensgroße Bronzestatue eines australischen Light Horse Bugler (Signal-Trompeter) in der Gedenkstätte des Ersten Weltkrieges im Eyre Park in Port Lincoln zum Gedenken an die ANZAC-Kämpfer.
- Marlin, lebensgroße Skulptur eines Speerfisches, als Miniatur oder Maquette beliebte Auszeichnung für Hochsee-Sportfischer
- Rothirsch, Muches letztes großes Werk war die lebensgroße Skulptur eines Rothirsches, die er zum Gedenken an die Einfuhr der ersten zwei Hirsche am 19. September 1873, ein Geschenk der Königin Victoria an den Bundesstaat Queensland, als Symbol schuf. Da diese Hirsche in Toogoolawah an Land kamen, wurde die Skulptur nach Muches Tod in der Somerset Regional Art Gallery The Condensery aufgestellt.